# Robert Buckley
Robert Earl Buckley (Claremont, 1981. május 2. –) amerikai színész.
Leginkább televíziós szerepeiről, a Tuti gimi, a Rúzs és New York, a Park sugárút 666 és az iZombie című sorozatokból ismert.

## Élete és pályafutása
A San Diegó-i Kaliforniai Egyetemen szerzett közgazdász diplomát. Gazdasági tanácsadóként dolgozott, majd Los Angelesbe költözött, hogy a szórakoztatóiparban kezdjen karrierbe. Első filmes szerepét 2006-ban a When a Killer Calls című horrorfilmben kapta. Ezt követően feltűnt az American Heiress című teleregényben, 2007-ben a Szellemekkel suttogó vendégszereplője volt. 
2008-ban megkapta Kirby Atwood főszerepét a Rúzs és New York című vígjáték-drámasorozatban, melyben többek között együtt szerepelt Brooke Shields-dzel, Kim Raverrel és Lindsay Price-szal. Még ugyanebben az évben, december 6-án mutatták be Egy negyvenes nő és a flört című tévéfilmjét, melyben Heather Locklearrel szerepel.
2009 júniusában bekerült a Tuti gimi című drámasorozatba, Clayton, a sportügynök szerepében.

## Magánélete
2018 óta házas, Jenny Wade színésznő férje.

## Filmográfia

### Film
| Év   | Magyar cím                  | Eredeti cím                                       | Szerep         | Megjegyzések |
| ---- | --------------------------- | ------------------------------------------------- | -------------- | ------------ |
| 2006 |                             | When a Killer Calls                               | Matt           |              |
| 2006 |                             | Petrified                                         | Tanner ügynök  |              |
| 2006 |                             | Capturing Q                                       | Dillon         | rövidfilm    |
| 2007 |                             | Archer House                                      | Lance          | rövidfilm    |
| 2008 |                             | Killer Movie                                      | Nik            |              |
| 2011 | A Pokol Kapujának legendája | The Legend of Hell's Gate: An American Conspiracy | Bacas Mitchell |              |
| 2011 |                             | Z                                                 | Wyatt          | rövidfilm    |

### Televízió
| Év        | Magyar cím                            | Eredeti cím                     | Szerep            | Megjegyzések                                           |
| --------- | ------------------------------------- | ------------------------------- | ----------------- | ------------------------------------------------------ |
| 2006      |                                       | Fashion House                   | Michael Bauer     | főszereplő (70 epizód)                                 |
| 2007      |                                       | American Heiress                | Matthew Wakefield | főszereplő (36 epizód)                                 |
| 2007      | Szellemekkel suttogó                  | Ghost Whisperer                 | Brandon Bishop    | 1 epizód                                               |
| 2008      | Egy negyvenes nő és a flört           | Flirting with Forty             | Kyle Hamilton     | tévéfilm                                               |
| 2008–2009 | Rúzs és New York                      | Lipstick Jungle                 | Kirby Atwood      | főszereplő (20 epizód)                                 |
| 2009      | Kőgazdagok                            | Privileged                      | David Besser      | 2 epizód                                               |
| 2009–2012 | Tuti gimi                             | One Tree Hill                   | Clay Evans        | főszereplő (57 epizód)                                 |
| 2012–2013 | Park Sugárút 666                      | 666 Park Avenue                 | Brian Leonard     | főszereplő (13 epizód)                                 |
| 2013–2014 | Szívek doktora                        | Hart of Dixie                   | Peter             | két epizód                                             |
| 2014      |                                       | Play It Again, Dick             | Gaston            | 6 epizód                                               |
| 2015–2019 | iZombie                               | iZombie                         | Lillywhite őrnagy | - főszereplő (71 epizód) - magyar hangja: - Szabó Máté |
| 2017      |                                       | Powerless                       | Dan               | 1 epizód                                               |
| 2017      | A 404-es dimenzió                     | Dimension 404                   | Adam              | 1 epizód                                               |
| 2018      | Karácsonyi szerződés                  | The Christmas Contract          | Jack              | - tévéfilm - magyar hangja: - Szabó Máté               |
| 2020      | Szerelem rendelésre                   | Love in Store                   | David Crabtree    | tévéfilm                                               |
| 2020      | A karácsony bűvöletében: Két év múlva | The Christmas House             | Mike Mitchell     | tévéfilm                                               |
| 2021–2022 |                                       | Chesapeake Shores               | Evan Kincaid      | 18 epizód                                              |
| 2024      |                                       | Blind Date Book Club            | Graham Sterling   | tévéfilm                                               |
| 2024      |                                       | ’Twas the Date Before Christmas | Bryan             | tévéfilm                                               |

## Fordítás
- Ez a szócikk részben vagy egészben  a   Robert Buckley című angol Wikipédia-szócikk ezen változatának fordításán alapul.  Az eredeti cikk szerkesztőit annak laptörténete sorolja fel. Ez a jelzés csupán a megfogalmazás eredetét és a szerzői jogokat jelzi, nem szolgál a cikkben szereplő információk forrásmegjelöléseként.